# Badminton-Weltmeisterschaft 2014
Die Badminton-Weltmeisterschaft 2014 fand vom 25. bis zum 31. August 2014 in Kopenhagen in Dänemark statt. Kopenhagen war nach 1983 und 1999 zum dritten Mal Ausrichter für die Weltmeisterschaft im Badminton. Es war die 21. Austragung einer Badminton-Weltmeisterschaft des Weltverbandes BWF. Die Sportler durchliefen für die Teilnahme an der WM eine fast einjährige Qualifikation.

## Vergabe der Veranstaltung
Die Vergabe der Veranstaltung erfolgte am 9. Dezember 2011 in Queenstown, Neuseeland. Kopenhagen hatte sich ebenso wie Macau sowohl um die Ausrichtung der Badminton-Weltmeisterschaft 2013 als auch um die Ausrichtung der Weltmeisterschaft 2014 beworben. Für 2013 wählte der Weltverband jedoch Guangzhou, welches sich nur für 2013 beworben hatte.

## Teilnehmer
352 Sportler aus 43 Verbänden nahmen an der WM teil.
- Südafrika (3)
- Deutschland (12)
- England (12)
- Australien (7)
- Österreich (4)
- Belgien (4)
- Brasilien (6)
- Bulgarien (4)
- Kanada (8)
- Volksrepublik China (30)
- Südkorea (20)
- Kuba (1)
- Dänemark (21)
- Schottland (6)
- Ägypten (2)
- Spanien (3)
- Estland (1)
- Vereinigte Staaten (6)
- Finnland (2)
- Frankreich (2)
- Hongkong (7)
- Indien (16)
- Indonesien (27)
- Irland (3)
- Israel (1)
- Italien (1)
- Japan (24)
- Malaysia (20)
- Nigeria (3)
- Neuseeland (7)
- Niederlande (9)
- Polen (5)
- Tschechien (7)
- Russland (14)
- Singapur (7)
- Slowenien (1)
- Sri Lanka (2)
- Schweden (4)
- Schweiz (2)
- Chinesisch Taipeh (15)
- Thailand (16)
- Ukraine (5)
- Vietnam (2)

## Sieger und Platzierte
| Disziplin    | Gold                         | Silber                      | Bronze                                      |
| ------------ | ---------------------------- | --------------------------- | ------------------------------------------- |
| Herreneinzel | Chen Long                    | Lee Chong Wei (DSQ)         | Viktor Axelsen                              |
| Herreneinzel | Chen Long                    | Lee Chong Wei (DSQ)         | Tommy Sugiarto                              |
| Dameneinzel  | Carolina Marín               | Li Xuerui                   | Minatsu Mitani                              |
| Dameneinzel  | Carolina Marín               | Li Xuerui                   | P. V. Sindhu                                |
| Herrendoppel | Ko Sung-hyun Shin Baek-cheol | Lee Yong-dae Yoo Yeon-seong | Kim Gi-jung Kim Sa-rang                     |
| Herrendoppel | Ko Sung-hyun Shin Baek-cheol | Lee Yong-dae Yoo Yeon-seong | Mathias Boe Carsten Mogensen                |
| Damendoppel  | Tian Qing Zhao Yunlei        | Wang Xiaoli Yu Yang         | Lee So-hee Shin Seung-chan                  |
| Damendoppel  | Tian Qing Zhao Yunlei        | Wang Xiaoli Yu Yang         | Reika Kakiiwa Miyuki Maeda                  |
| Mixed        | Zhang Nan Zhao Yunlei        | Xu Chen Ma Jin              | Liu Cheng Bao Yixin                         |
| Mixed        | Zhang Nan Zhao Yunlei        | Xu Chen Ma Jin              | Joachim Fischer Nielsen Christinna Pedersen |

## Medaillenspiegel
| Platz  | Land                | Gold | Silber | Bronze | Gesamt |
| ------ | ------------------- | ---- | ------ | ------ | ------ |
| 1      | Volksrepublik China | 3    | 3      | 1      | 7      |
| 2      | Südkorea            | 1    | 1      | 2      | 4      |
| 3      | Spanien             | 1    | 0      | 0      | 1      |
| 4      | Malaysia            | 0    | 1      | 0      | 1      |
| 5      | Dänemark            | 0    | 0      | 3      | 3      |
| 6      | Japan               | 0    | 0      | 2      | 2      |
| 7      | Indonesien          | 0    | 0      | 1      | 1      |
| 7      | Indien              | 0    | 0      | 1      | 1      |
| Gesamt | Gesamt              | 5    | 4      | 10     | 19     |